# Piława Dolna

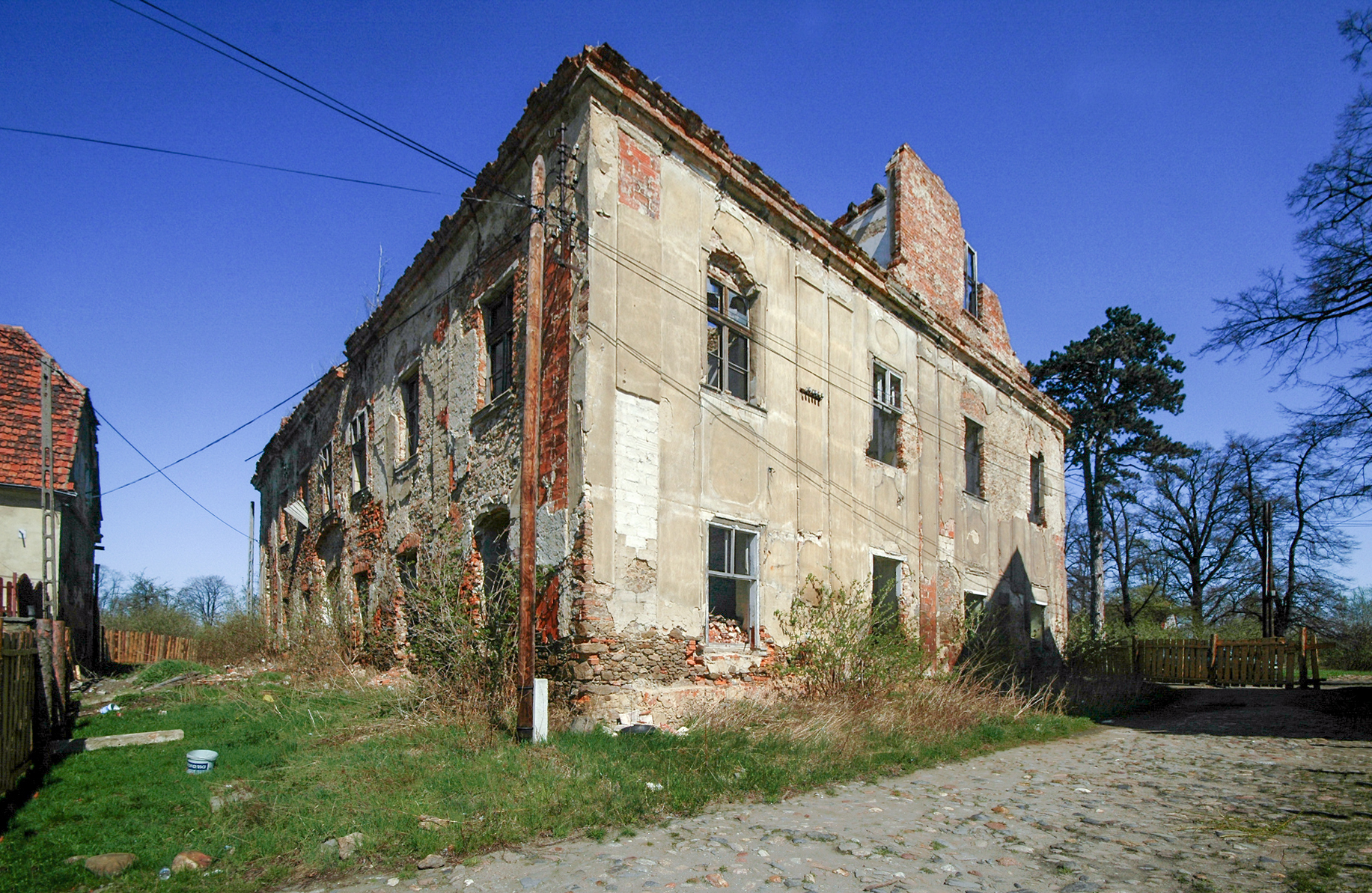
Zrujnowany pałac z XVIII wieku

Piława Dolna (staropol. Pilawa, łac. Pilavia, niem. Peilau) – wieś w Polsce położona w województwie dolnośląskim, w powiecie dzierżoniowskim, w gminie Dzierżoniów.
Wieś leży u podnóży Gór Sowich. Ma charakter osiowy leży wzdłuż rzeki Piławę.
W latach 1954-1959 wieś była siedzibą gromady Piława Dolna, po jej zniesieniu w gromadzie Dzierżoniów. W latach 1975–1998 miejscowość administracyjnie należała do województwa wałbrzyskiego.

## Nazwa
Heinrich Adamy w swoim dziele o nazwach miejscowości na Śląsku wydanym w roku 1888 we Wrocławiu jako najstarszą nazwę wsi wymienia nazwę Pilawa podając jej znaczenie "An der Peile" czyli "nad Piławą" W języku staropolskim nazwa piława oznaczała strzałę i nazwę tę nosił np. w herb Piława. W dokumencie z 1219 roku wydanym przez biskupa wrocławskiego Lorenza miejscowość wymieniona jest w zlatynizowanej, staropolskiej formie „Pilavia”. Zgermanizowana nazwa pierwotnej słowiańskiej nazwy to Peilau.

## Kultura
W Piławie Dolnej po wojnie osiedlili się Polacy emigrujący z Rumunii, głównie z miejscowości Pojana Mikuli. W celu kultywowania dawnych tradycji powstał Zespół Pieśni i Tańca Pojana.
Od 1994 miejscowość jest siedzibą stowarzyszenia Związek Harcerstwa Wiejskiego, organizacji młodzieżowej skupiającej dzieci w wieku 7-24 lat, mieszkających na wsi.

## Zabytki
Do rejestru zabytków wpisane są następujące obiekty z terenu wsi:
- kościół parafialny pw. św. Katarzyny Aleksandryjskiej, zwany "białym", wzniesiony w XVI w. w stylu gotyckim; we wnętrzu znajdują się m.in.: XVI-wieczna chrzcielnica (1620), ambona z 1606 i XVII-wieczna rzeźba przedstawiająca św. Katarzynę; barokowy ołtarz główny z ok. 1700, manierystyczny ołtarz boczny z 1620–1630, renesansowy obraz Chrystus na Sądzie Ostatecznym (1516), późnogotycka rzeźba Madonny z ok. 1710-1720, gotycka płaskorzeźba Zwiastowanie (ok. 1500) w oprawie manierystycznej z ok. 1630. Renesansowe nagrobki w prezbiterium i dawnej kaplicy grobowej[7], na kościelnej wieży znajduje się dzwon z XVI w.[8];
- zespół pałacowy, z XVII-XIX w.:
  - barokowy pałac z XVIII w.,
  - park,[9]

inne zabytki:
- poprotestancki, jednonawowy kościół pw. Narodzenia Najświętszej Maryi Panny, zwany "czerwonym", zbudowany w roku 1882; od 1947 – rzymskokatolicki; jest kościołem pomocniczym parafii św. Katarzyny[8];
- kamienny krzyż z rytem topora; wiek i pochodzenie krzyża są nieznane a przypisywany mu pokutny charakter jest hipotezą opartą na błędnym założeniu, że wszystkie stare kamienne krzyże zapomnianego pochodzenia, są krzyżami pokutnymi[10][11]; w miejscowości istniały niegdyś jeszcze dwa inne kamienne krzyże (przy mostku na rzeczce Piławie oraz przy kościele katolickim), które zaginęły[11]

## Szlaki turystyczne
droga Szklary-Samborowice – Jagielno – Przeworno – Gromnik – Biały Kościół – Nieszkowice – Żelowice – Ostra Góra – Niemcza – Tatarski Okop – Gilów – Marianówek – Piława Dolna – Owiesno – Myśliszów – Góra Parkowa – Bielawa – Kalenica – Nowa Ruda – Tłumaczów – Radków – Pasterka – Karłów – Skalne Grzyby – Batorów – Duszniki-Zdrój – Szczytna – Zamek Leśna – Polanica-Zdrój – Bystrzyca Kłodzka – Igliczna – Międzygórze – Przełęcz Puchacza
 Ziębice – Lipa – Jasłówek – Krzelków – Zameczny Potok – Ciepłowody – Kawia Góra (Łysica) – Ruszkowice – Ostra Góra – Podlesie – Przerzeczyn-Zdrój – Grzybowiec – Piława Górna – Piława Dolna